# Jorge Serna
Jorge Horacio Serna Castañeda (Medellín, 27 ottobre 1979) è un ex calciatore colombiano, di ruolo attaccante.

## Carriera

### Club
Ha giocato in Serie A con il Como nel 2002-2003, giocando poco più di mezz'ora nella sfortunata trasferta contro il Perugia e finendo presto fuori rosa nonostante le buone prestazioni offerte nella squadra "Primavera". È stata la sua unica esperienza al di fuori del continente americano.

### Nazionale
Fra il 2001 e il 2002 ha ricevuto 4 convocazioni in nazionale segnando una volta sola.

## Statistiche

### Cronologia presenze e reti in nazionale
| Cronologia completa delle presenze e delle reti in nazionale ― Colombia | Cronologia completa delle presenze e delle reti in nazionale ― Colombia | Cronologia completa delle presenze e delle reti in nazionale ― Colombia | Cronologia completa delle presenze e delle reti in nazionale ― Colombia | Cronologia completa delle presenze e delle reti in nazionale ― Colombia | Cronologia completa delle presenze e delle reti in nazionale ― Colombia | Cronologia completa delle presenze e delle reti in nazionale ― Colombia | Cronologia completa delle presenze e delle reti in nazionale ― Colombia |
| Data                                                                    | Città                                                                   | In casa                                                                 | Risultato                                                               | Ospiti                                                                  | Competizione                                                            | Reti                                                                    | Note                                                                    |
| ----------------------------------------------------------------------- | ----------------------------------------------------------------------- | ----------------------------------------------------------------------- | ----------------------------------------------------------------------- | ----------------------------------------------------------------------- | ----------------------------------------------------------------------- | ----------------------------------------------------------------------- | ----------------------------------------------------------------------- |
| 28-2-2001                                                               | Bogotà                                                                  | Colombia                                                                | 3 – 2                                                                   | Australia                                                               | Amichevole                                                              | 1                                                                       | 46’                                                                     |
| 7-5-2002                                                                | Caracas                                                                 | Venezuela                                                               | 0 – 0                                                                   | Colombia                                                                | Amichevole                                                              | -                                                                       | 68’                                                                     |
| 9-5-2002                                                                | San Juan                                                                | Costa Rica                                                              | 1 – 2                                                                   | Colombia                                                                | Amichevole                                                              | -                                                                       |                                                                         |
| 12-5-2002                                                               | Città del Messico                                                       | Messico                                                                 | 2 – 1                                                                   | Colombia                                                                | Amichevole                                                              | -                                                                       | 67’                                                                     |
| Totale                                                                  |                                                                         | Presenze                                                                | 4                                                                       |                                                                         | Reti                                                                    | 1                                                                       |                                                                         |

## Palmarès

### Club

#### Competizioni nazionali
- Campionato colombiano: 1

Independiente Medellín: 2002-II
- Coppa del Venezuela: 1

Mineros: 2011